# Smith Hart
Smith Stewart Hart (Long Beach, 28 november 1949 –  Calgary, 2 juli 2017) was een Canadees professioneel worstelaar.
Hart was het eerste van de twaalf kinderen. Hij was een kind van Stu Hart en van Helen Hart. Hij was lid van de legendarische Hart-worstelfamilie.
Hij worstelde over de gehele wereld. In 1974 voor de "Japanese promotion International Wrestling Enterprise" en later in Puerto Rico en Montreal.
Daarna werd hij promotor en ging met pensioen, maar op 28 maart 2010 verscheen Hart eenmalig op WWE waar hij zijn broer, Bret, in een No Holds Barred match hielp om Vince McMahon te verslaan op WrestleMania XXVI.
In 2011 was hij gast in Dragons' Den.
Hij werd ziek in 2017, hij had prostaatkanker en later botkanker. Hart overleed op 68-jarige leeftijd.

## Prestaties
- World Wrestling Council
  - WWC Caribbean Tag Team Championship (1 keer: met Bret Hart)